# Metasphenisca zernyi
Metasphenisca zernyi är en tvåvingeart som beskrevs av Erich Martin Hering 1941. Metasphenisca zernyi ingår i släktet Metasphenisca och familjen borrflugor.
Artens utbredningsområde är Tanzania. Inga underarter finns listade i Catalogue of Life.